# فرودگاه کری‌کری
فرودگاه کری‌کری (به انگلیسی: Kerikeri Airport) یک فرودگاه با کد یاتا KKE است که یک باند فرود چمن دارد و طول باند آن ۴۹۰ متر است. این فرودگاه در کشور نیوزلند قرار دارد و در ارتفاع ۱۵۰ متری از سطح دریا واقع شده است.

## شرکت‌های هواپیمایی و مقصدهای پروازی
| شرکت‌های هواپیمایی                    | مقصدهای پروازی |
| ------------------------------------ | -------------- |
| ایر نیوزلند لینک اجرا توسط ایر نلسون | اوکلند         |